# Bruce Greenwood
Bruce Greenwood (Rouyn-Noranda, Kanada, 1956. augusztus 12. –) kanadai színész és zenész. 
Jelentősebb filmszerepei közé tartozik az amerikai elnök megformálása a Tizenhárom nap – Az idegháború és A nemzet aranya: Titkok könyve című filmekben. Christopher Pike kapitányt alakította a 2009-es Star Trek-filmben, valamint annak Star Trek – Sötétségben című 2013-as folytatásában. Ezen kívül olyan, sikeresebb filmekben volt látható, mint a Hollywoodi őrjárat, a Kettős kockázat, az Én, a robot, a Déjà vu, a Gyógyegér vacsorára, a Capote vagy a Super 8. Szinkronszínészként és narrátorként is dolgozik.

## Fiatalkora
1956. augusztus 12-én született Stuart Bruce Greenwood néven a kanadai, Québec-állambeli Rouyn-Noranda városában, az Osisko-tó mellett. Édesanyja Mary Sylvia (leánykori nevén Ledingham) nővér, édesapja Hugh John Greenwood vancouveri születésű geofizikus és tanár a Princetoni Egyetemen.

## Színészi karrierje
Greenwood az Egyesült Államokban is elismert színész, olyan nagysikerű filmekből ismert, mint a 2004-es Én, a robot, a 2009-es Star Trek (valamint ennek 2013-as folytatása, a Sötétségben – Star Trek), az 1999-es Kettős kockázat, a 2003-as A mag, a 2000-es Tizenhárom nap – Az idegháború (melyben John Fitzgerald Kennedy amerikai elnököt alakítja), a 2005-ös Capote, a 2006-os Kutyahideg (melyben Paul Walkerrel játszott együtt), vagy a 2007-es Tűzoltó kutya. Közismert továbbá a Call of Duty: Modern Warfare 3 nevű akció-videójátékból, melyben Overlord hangját kölcsönözte.
Greenwood többször is együtt dolgozott az örmény származású kanadai filmrendezővel, Atom Egoyannal (Exotica, Eljövendő szép napok, Ararát stb.).

## Magánélete
Nős, 1985 óta Susan Devlin házastársa, egy gyermekük született. Los Angelesben élnek.

## Filmográfia

### Film
| Év   | Magyar cím                       | Eredeti cím                                         | Szerep                                | Magyar hang          | Rendező              |
| ---- | -------------------------------- | --------------------------------------------------- | ------------------------------------- | -------------------- | -------------------- |
| 1979 | Medvesziget-akció                | Bear Island                                         | technikus                             | Moser Károly         | Don Sharp            |
| 1982 | Rambo – Első vér                 | First Blood                                         | Nemzeti Gárda tagja                   |                      | Ted Kotcheff         |
| 1986 | Bikini Shop                      | The Malibu Bikini Shop                              | Todd                                  |                      | David Wecchter       |
| 1986 | A Nanga Parbat meghódítása       | The Climb                                           | Hermann Buhl                          | Szabó Sipos Barnabás | Donald Shebib        |
| 1989 | Vad orchideák                    | Wild Orchid                                         | Jerome McFarland                      | Kautzky Armand       | Zalman King          |
| 1989 | Vad orchideák                    | Wild Orchid                                         | Jerome McFarland                      | Kassai Károly        | Zalman King          |
| 1989 | Mennyei szerencse                | Another Chance                                      | John Ripley                           | Czvetkó Sándor       | Jesse Vint           |
| 1991 | A szürkület szolgái              | Servants of Twilight                                | Chalie Harrison                       | Bognár Zsolt         | Jeffrey Obrow        |
| 1992 | Az 57-es utas                    | Passenger 57                                        | Stuart Ramsey                         | Bognár Zsolt         | Kevin Hooks          |
| 1994 |                                  | Exotica                                             | Francis                               |                      | Atom Egoyan (1.)     |
| 1994 |                                  | Paint Cans                                          | Vittorio Musso                        |                      | Paul Donovan         |
| 1995 | A látnok                         | Dream Man                                           | Tom                                   | Széles László        | René Bonnière        |
| 1997 | Apák napja                       | Fathers' Day                                        | Bob Andrews                           | Kőszegi Ákos         | Ivan Reitman         |
| 1997 | Eljövendő szép napok             | The Sweet Hereafter                                 | Billy                                 | Szűcs Sándor         | Atom Egoyan (2.)     |
| 1997 | Eljövendő szép napok             | The Sweet Hereafter                                 | Billy                                 | Maday Gábor          | Atom Egoyan (2.)     |
| 1998 | Kísérleti patkányok              | Disturbing Behavior                                 | Dr. Edgar Caldicott                   | Reisenbüchler Sándor | David Nutter         |
| 1999 | A tolvaj és a gyilkosok          | Thick as Thieves                                    | Bo                                    | Kőszegi Ákos         | Scott Sanders        |
| 1999 | Kettős kockázat                  | Double Jeopardy                                     | Nick                                  | Fazekas István       | Bruce Beresford (1.) |
| 1999 | Az elveszett fiú                 | The Lost Son                                        | Friedman                              | Varga Tamás          | Chris Menges         |
| 2000 | Itt a földön                     | Here on Earth                                       | Earl Cavanaugh                        | Balázsi Gyula        | Mark Piznarski       |
| 2000 | Rémálompár                       | Cord                                                | Jack                                  | Selmeczi Roland      | Sidney J. Furie      |
| 2000 | A bevetés szabályai              | Rules of Engagement                                 | Bill Sokal nemzetbiztonsági tanácsadó | Haás Vander Péter    | William Friedkin     |
| 2000 | A bevetés szabályai              | Rules of Engagement                                 | Bill Sokal nemzetbiztonsági tanácsadó | Megyeri János        | William Friedkin     |
| 2000 | Tizenhárom nap – Az idegháború   | Thirteen Days                                       | John F. Kennedy                       | Dörner György        | Roger Donaldson (1.) |
| 2002 | Ararát                           | Ararat                                              | Clarence Ussher / Martin              |                      | Atom Egoyan (3.)     |
| 2002 | Hullámhegy                       | Swept Away                                          | Tony                                  | Szabó Sipos Barnabás | Guy Ritchie          |
| 2002 | Merülés a félelembe              | Below                                               | Brice                                 | Koncz István         | David Twohy          |
| 2003 | A mag                            | The Core                                            | Robert Iverson kapitány               | Széles Tamás         | Jon Amiel            |
| 2003 | Hollywoodi őrjárat               | Hollywood Homicide                                  | Bennie Macko hadnagy                  | Szabó Sipos Barnabás | Ron Shelton          |
| 2003 |                                  | The Republic of Love                                | Tom Avery                             |                      | Deepa Mehta          |
| 2004 | Én, a robot                      | I, Robot                                            | Lawrence Robertson                    | Jakab Csaba          | Alex Proyas          |
| 2004 | Csodálatos Júlia                 | Being Julia                                         | Lord Charles                          | Fodor Tamás          | Szabó István         |
| 2005 | Pata-csata                       | Racing Stripes                                      | Nolan Walsh                           | Dörner György        | Frederik Du Chau     |
| 2005 | Misi, a víziszörny               | Mee-Shee: The Water Giant                           | Sean Cambell                          | Csík Csaba Krisztián | John Henderson       |
| 2005 | Capote                           | Capote                                              | Jack Dunphy                           |                      | Bennett Miller       |
| 2005 | A leggyorsabb Indian             | The World's Fastest Indian                          | Jerry                                 | Sótonyi Gábor        | Roger Donaldson (2.) |
| 2006 | Kutyahideg                       | Eight Below                                         | Davis McClaren                        | Haás Vander Péter    | Frank Marshall       |
| 2006 | Déjà vu                          | Déja vu                                             | Jack McCready                         | Rosta Sándor         | Tony Scott           |
| 2007 | Tűzoltó kutya                    | Firehouse Dog                                       | Connor Fahey                          | Szabó Sipos Barnabás | Todd Holland         |
| 2007 | I’m Not There – Bob Dylan életei | I'm Not There                                       | Keenan Jones                          | Csankó Zoltán        | Todd Haynes          |
| 2007 | I’m Not There – Bob Dylan életei | I'm Not There                                       | Garrett                               | Szokolay Ottó        | Todd Haynes          |
| 2007 | A nemzet aranya: Titkok könyve   | National Treasure: Book of Secrets                  | amerikai elnök                        | Kautzky Armand       | Jon Turteltaub       |
| 2008 | A tökéletes harcos               | Cyborg Soldier                                      | Simon Hart                            | Széles Tamás         | John Stead           |
| 2009 | Star Trek                        | Star Trek                                           | Christopher Pike kapitány             | Kőszegi Ákos         | J. J. Abrams (1.)    |
| 2009 |                                  | Mao's Last Dancer                                   | Ben Stevenson                         |                      | Bruce Beresford (2.) |
| 2010 | Batman a Piros Sisak ellen       | Batman: Under the Red Hood                          | Bruce Wayne / Batman                  | Sótonyi Gábor        | Brandon Vietti       |
| 2010 |                                  | Meek's Cutoff                                       | Stephen Meek                          |                      | Kelly Reichardt      |
| 2010 | Barney és a nők                  | Barney's Version                                    | Blair                                 | Csankó Zoltán        | Richard J. Lewis     |
| 2010 | Gyógyegér vacsorára              | Dinner for Schmucks                                 | Lance Fender                          | Kőszegi Ákos         | Jay Roach            |
| 2011 | Cell 213                         | Cell 213                                            | börtönigazgató                        | Kőszegi Ákos         | Stephen Kay          |
| 2011 |                                  | For Greater Glory: The True Story of Cristiada      | Dwight Morrow nagykövet               |                      | Dean Wright          |
| 2011 | Super 8                          | Super 8                                             | Cooper                                |                      | J. J. Abrams (2.)    |
| 2011 |                                  | Donovan's Echo                                      | Finnley Boyd                          |                      | Jim Cliffe           |
| 2012 | Kényszerleszállás                | Flight                                              | Charlie Anderson                      | Sarádi Zsolt         | Robert Zemeckis      |
| 2012 | Túl a fenyvesen                  | The Place Beyond the Pines                          | Bill Killcullen kerületi ügyész       | Haás Vander Péter    | Derek Cianfrance     |
| 2013 |                                  | And Now a Word from Our Sponsor                     | Adan Kundle                           |                      | Zack Bernbaum        |
| 2013 | Star Trek – Sötétségben          | Star Trek Into Darkness                             | Christopher Pike admirális            | Kőszegi Ákos         | J. J. Abrams (3.)    |
| 2013 | Ördöglakat                       | Devil's Knot                                        | Burnett bíró                          | Seder Gábor          | Atom Egoyan (4.)     |
| 2014 | Végtelen szerelem                | Endless Love                                        | Hugh Butterfield                      | Csankó Zoltán        | Shana Feste          |
| 2014 |                                  | WildLike                                            | Rene Bartlett                         |                      | Frank Hall Green     |
| 2014 | A fogoly                         | The Captive                                         | Vince                                 | Jakab Csaba          | Atom Egoyan (5.)     |
| 2014 | Elefánt dal                      | Elephant Song                                       | Dr. Toby Green                        | Rosta Sándor         | Charles Binamé       |
| 2014 | Arctalan ellenség                | Good Kill                                           | Jack Johns alezredes                  | Kőszegi Ákos         | Andrew Niccol        |
| 2015 |                                  | Rehearsal                                           | Carl Bessai                           |                      | Carl Bessai          |
| 2015 | Igazság – A CBS-botrány          | Truth                                               | Andrew Heyward                        | Rosta Sándor         | James Vanderbilt     |
| 2015 | Apák és lányaik                  | Fathers and Daughters                               | William                               | Csankó Zoltán        | Gabriele Muccino     |
| 2015 | Használd a varázserődet!         | Bob's Broken Sleigh                                 | Halképű (hangja)                      | Vass Gábor           | Jay Surridge         |
| 2016 |                                  | Spectral                                            | Orland tábornok                       |                      | Nic Mathieu          |
| 2016 | Arany                            | Gold                                                | Mark Hancock                          | Bognár Zsolt         | Stephen Gaghan       |
| 2017 | Mélytorok: A Watergate-sztori    | Mark Felt: The Man Who Brought Down the White House | Sandy Smith                           | Kőszegi Ákos         | Peter Landesman      |
| 2017 |                                  | Kodachrome                                          | Dean                                  |                      | Mark Raso            |
| 2017 | Kingsman: Az aranykör            | Kingsman: The Golden Circle                         | amerikai elnök                        | Mihályi Győző        | Matthew Vaughn       |
| 2017 | Bilincsben                       | Gerald's Game                                       | Gerald Burlingame                     |                      | Mike Flanagan (1.)   |
| 2017 | A Pentagon titkai                | The Post                                            | Robert McNamara                       | Csankó Zoltán        | Steven Spielberg     |
| 2018 | Batman: Gotham gázfényben        | Batman: Gotham by Gaslight                          | Bruce Wayne / Batman (hangja)         |                      | Sam Liu              |
| 2018 |                                  | Sorry for Your Loss                                 | Jeff                                  |                      | Collin Friesen       |
| 2019 | Álom doktor                      | Doctor Sleep                                        | Dr. John                              | Hirtling István      | Mike Flanagan (2.)   |
| 2019 |                                  | Lie Exposed                                         | Frank                                 |                      | Jerry Ciccoritti     |
| 2020 |                                  | Batman: Death in the Family                         | Bruce Wayne / Batman (hangja)         |                      | Brandon Vietti       |
| 2024 | Csodás négyes                    | The Fabulous Four                                   | Ted                                   | Rosta Sándor         | Jocelyn Moorhouse    |
| 2024 |                                  | The Invisibles                                      | Carl                                  |                      | Andrew Currie        |

### Televízió

#### Tévéfilm
| Év   | Magyar cím                           | Eredeti cím                                    | Szerep                 | Magyar hang          |
| ---- | ------------------------------------ | ---------------------------------------------- | ---------------------- | -------------------- |
| 1985 |                                      | Peyton Place: The Next Generation              | Dana Harrington        |                      |
| 1985 |                                      | Striker's Mountain                             | Paul Striker           |                      |
| 1988 | Szolgálatban: Ámokfutók nyomában     | In the Line of Duty: The F.B.I. Murders        | Jerry Dove FBI-ügynök  |                      |
| 1989 | A sors csapdájában                   | Twist of Fate                                  | Daniel Grossman        |                      |
| 1989 | A kém                                | Spy                                            | Richard Berk           | Rékasi Károly        |
| 1989 | Perry Mason: A gyilkos játékos esete | Perry Mason: The Case of the All-Star Assassin | Stewart Horton         |                      |
| 1990 | Nyári álmok – A Beach Boys története | Summer Dreams: The Story of the Beach Boys     | Dennis Wilson          | Stohl András         |
| 1990 | A kis gyerekrablók                   | The Little Kidnappers                          | Willem Hooft           | Kautzky Armand       |
| 1993 | Rio Diablo – Az Ördögfolyó           | Rio Diablo                                     | Jervis Walker          | Csuja Imre           |
| 1993 | A rémület hullámai                   | Adrift                                         | Nick Terrio            |                      |
| 1993 |                                      | Woman on the Run: The Lawrencia Bembenek Story | Fred Schultz           |                      |
| 1994 | Gyermekszív                          | Heart of a Child                               | Fred Schouten          | Szabó Sipos Barnabás |
| 1994 | Fájdalmas bosszú                     | Bitter Vengeance                               | Jack Westford          | Kőszegi Ákos         |
| 1994 | Csalfa csábítások                    | Treacherous Beauties                           | Jason Hollister        | Haás Vander Péter    |
| 1994 | A tökéletes testőr                   | The Companion                                  | Geoffrey               | Stohl András         |
| 1995 |                                      | Naomi & Wynonna: Love Can Build a Bridge       | Larry Strickland       |                      |
| 1995 | Danielle Steel: Áldott teher         | Mixed Blessings                                | Andy Douglas           | Schnell Ádám         |
| 1998 | A bátorság színe                     | The Color of Courage                           | Benjamin Sipes         | Rosta Sándor         |
| 1999 |                                      | The Soul Collector                             | Zacariah               |                      |
| 2001 | Menedék a halálból                   | Haven                                          | Myles Billingsley      | Bácskai János        |
| 2002 | Az Ambersonok ragyogása              | The Magnificent Ambersons                      | Eugene Morgan          | Epres Attila         |
| 2002 | Az Ambersonok ragyogása              | The Magnificent Ambersons                      | Eugene Morgan          | Mihályi Győző        |
| 2004 | Ostromállapot                        | Meltdown                                       | Tom Shea ügynök        |                      |
| 2004 |                                      | The Life                                       | Arnie                  |                      |
| 2004 | Egy sorozatgyilkos elméje            | The Riverman                                   | Robert D. Keppel       |                      |
| 2005 | Milly, maradj velem!                 | Saving Milly                                   | Morton Kondracke       | Rosta Sándor         |
| 2006 | Szerelmes szerzetes                  | The Mermaid Chair                              | Hugh Sullivan          |                      |
| 2009 | Kutya karácsonyra                    | A Dog Named Christmas                          | George McCray          |                      |
| 2013 |                                      | The Challenger Disaster                        | Donald Kutyna tábornok |                      |
| 2017 |                                      | Dirty Dancing                                  | Dr. Jake Houseman      |                      |

#### Sorozat
| Év        | Magyar cím                                    | Eredeti cím                                       | Szerep                             | Megjegyzések                                 |
| --------- | --------------------------------------------- | ------------------------------------------------- | ---------------------------------- | -------------------------------------------- |
| 1977–1978 | Rönkszedők                                    | The Beachcombers                                  | ismeretlen szerep                  | 2 epizód                                     |
| 1980      | Mark Twain: Tom Sawyer és Huck Finn kalandjai | Huckleberry Finn and His Friends                  | Bob Grangerford                    | 3 epizód                                     |
| 1983      |                                               | The Hitchhiker                                    | Jeff Boder                         | 1 epizód                                     |
| 1983–1984 |                                               | Space Carrier Blue Noah                           | Colin Collins (angol hangja)       | 18 epizód                                    |
| 1984      |                                               | Legmen                                            | Jack Gage                          | 6 epizód                                     |
| 1984      |                                               | Jessie                                            | Roy Moss nyomozó                   | 2 epizód                                     |
| 1986–1988 | Egy kórház magánélete                         | St. Elsewhere                                     | Dr. Seth Griffin                   | főszereplő (5-6. évad)                       |
| 1987      |                                               | Matlock                                           | Mitchel Gordon                     | 1 epizód                                     |
| 1987      | Jake meg a dagi                               | Jake and the Fatman                               | Carson Warfield                    | 1 epizód                                     |
| 1991      |                                               | Veronica Clare                                    | Gil Reed hadnagy                   | 2 epizód                                     |
| 1991–1992 |                                               | Knots Landing                                     | Pierce Lawton                      | 22 epizód                                    |
| 1994      |                                               | Hardball                                          | Dave Logan                         | 9 epizód                                     |
| 1994      | Váratlan utazás                               | Road to Avonlea                                   | Caleb Stokes                       | 1 epizód                                     |
| 1995–1996 | Neve: Senki                                   | Nowhere Man                                       | Thomas Veil                        | 25 epizód                                    |
| 1997–1998 | The Larry Sanders Show                        | The Larry Sanders Show                            | Roger Bingham                      | 3 epizód                                     |
| 1997–1998 | Álomjárók                                     | Sleepwalkers                                      | Dr. Nathan Bradford                | 9 epizód                                     |
| 2006      |                                               | Class of the Titans                               | Kheirón (hangja)                   | 14 epizód                                    |
| 2007      | John Cincinattiból                            | John from Cincinnati                              | Mitch Yost                         | 9 epizód                                     |
| 2008      | A csúcstalálkozó                              | The Summit                                        | Richard Adderly                    | minisorozat (2 epizód)                       |
| 2010–2019 | Az igazság ifjú ligája                        | Young Justice                                     | több szereplő hangja               | 29 epizód                                    |
| 2012      | A folyó                                       | The River                                         | Dr. Emmet Cole                     | 8 epizód                                     |
| 2013      |                                               | Westside                                          | Gordy Nance                        | eladatlan próbaepizód                        |
| 2015      | Mad Men – Reklámőrültek                       | Mad Men                                           | Richard Burghoff                   | 4 epizód                                     |
| 2015      |                                               | Wet Hot American Summer: First Day of Camp        | Bill Martinson                     | 1 epizód                                     |
| 2016      | American Crime Story: Az O. J. Simpson-ügy    | The People v. O. J. Simpson: American Crime Story | Gil Garcetti                       | főszereplő                                   |
| 2016      | Amerikai fater                                | American Dad!                                     | haditengerészet kapitánya (hangja) | 1 epizód                                     |
| 2018      | A Hill-ház szelleme                           | The Haunting of Hill House                        | szellem                            | 1 epizód (stáblistán nem szerepel)           |
| 2018–2023 | A Rezidens                                    | The Resident                                      | Dr. Randolph Bell                  | - főszereplő - magyar hangja: - Kőszegi Ákos |
| 2019      | Jett                                          | Jett                                              | Mr. Carlyle                        | - 2 epizód - magyar hangja: - Vass Gábor     |
| 2020      | Ez minden, amit tudok                         | I Know This Much Is True                          | Dr. Hume                           | minisorozat (2 epizód)                       |
| 2023      | Az Usher-ház bukása                           | The Fall of the House of Usher                    | Roderick Usher                     | - főszereplő - magyar hangja: - Máté Gábor   |

### Videójátékok
| Év   | Cím                            | Szerep               |
| ---- | ------------------------------ | -------------------- |
| 2011 | Call of Duty: Modern Warfare 3 | Overlord             |
| 2013 | Young Justice: Legacy          | Bruce Wayne / Batman |

## Fordítás
Ez a szócikk részben vagy egészben  a   Bruce Greenwood című angol Wikipédia-szócikk ezen változatának fordításán alapul.  Az eredeti cikk szerkesztőit annak laptörténete sorolja fel. Ez a jelzés csupán a megfogalmazás eredetét és a szerzői jogokat jelzi, nem szolgál a cikkben szereplő információk forrásmegjelöléseként.